# Hypostomus angipinnatus
Hypostomus angipinnatus är en fiskart som först beskrevs av Leege 1922.  Hypostomus angipinnatus ingår i släktet Hypostomus och familjen Loricariidae. Inga underarter finns listade i Catalogue of Life.